# Bầu cử quốc hội Séc 2017
Cuộc bầu cử quốc hội ở Séc năm 2017 được tổ chức tại Cộng hòa Séc vào ngày 20 và 21 tháng 10 năm 2017. Tất cả 200 thành viên của Hạ viện được bầu và lãnh đạo của chính phủ kết quả sẽ trở thành Thủ tướng chính phủ.
Chính phủ liên minh sau cuộc bầu cử năm 2013 bao gồm hai đảng lớn nhất: Đảng Dân chủ Xã hội (ČSSD) của Thủ tướng Bohuslav Sobotka và ANO 2011 (ANO), do cựu Bộ trưởng Tài chính và doanh nhân Andrej Babiš đứng đầu, bên cạnh Liên minh Dân chủ Thiên chúa giáo KDU-ČSL). Đảng đối lập lớn nhất là Đảng Cộng sản, tiếp theo là các bên trung tâm-quyền TOP 09 và Đảng Dân chủ Công dân (ODS).
Cuộc thăm dò ý kiến cho thấy ANO dẫn đầu từ đầu năm 2014, với sự dẫn dắt của họ dần dần tăng thành hai con số. Các đảng Dân chủ Xã hội đã bị mất điểm kể từ đầu năm 2017, bỏ phiếu cho con số tăng gấp đôi từ tháng 5 năm 2017. Cuộc thăm dò ý kiến cho thấy một số đảng khác, bao gồm Đảng Cộng sản, Dân chủ Dân chủ, KDU-ČSL và TOP 09, có thể sẽ lại vào Phòng Đại hội, với sự hỗ trợ dao động từ 5% đến 12%.
Trên khắp các bên, 7.524 ứng cử viên đã đứng ra bầu cử, lập ra một kỷ lục quốc gia. Có 37 ứng cử viên mỗi ghế.
Kết quả là chiến thắng của ANO 2011, nhận được 29,6% phiếu bầu và 78 ghế. Đảng Dân chủ Công dân trung hữu là đảng mạnh thứ hai, nhận 11,3% và 25 ghế. Đảng Dân chủ Xã hội Séc đã cai trị lên 7% và đứng thứ sáu. Đảng Pirate Séc và Tự do và Dân chủ trực tiếp đều nhận được trên 10% và trở thành các quốc hội mới. Chín đảng đã bước vào phòng dưới, kết quả là Phòng Đại diện phân tán nhất trong lịch sử Cộng hòa Séc. Đây cũng là lần đầu tiên cả ODS lẫn ČSSD đều không thắng cuộc bầu cử.

## Bối cảnh

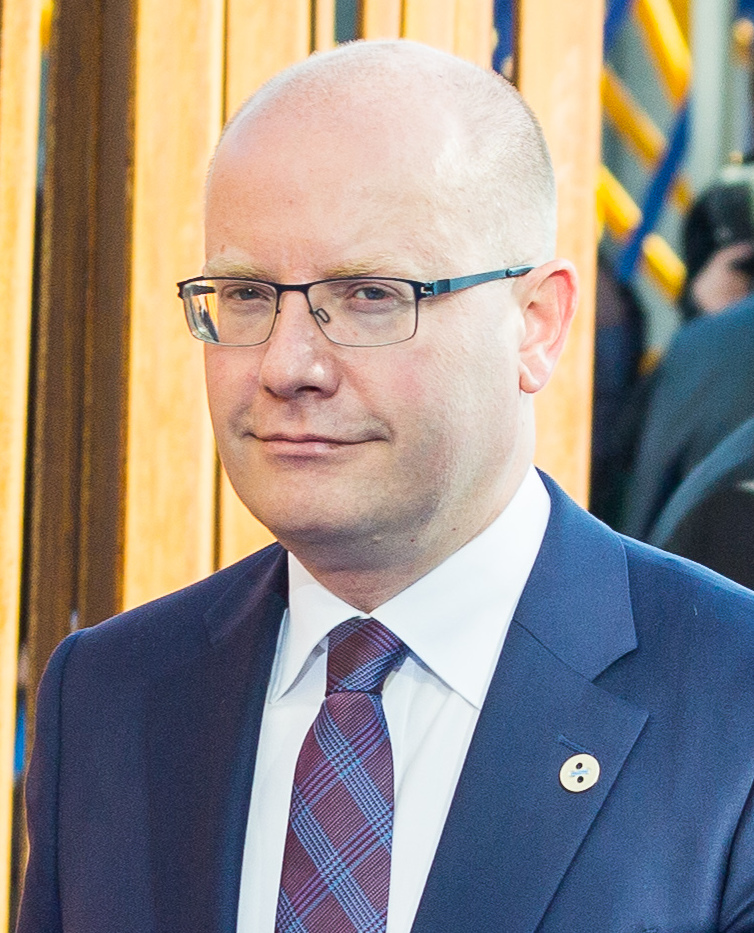
Bohuslav SobotkaBohuslav Sobotka, Thủ tướng Chính phủ kể từ tháng 1 năm 2014

Hiến pháp Cộng hòa Séc tuyên bố rằng cứ bốn năm một lần, cuộc bầu cử vào Hạ viện, Hạ viện của Quốc hội phải được tổ chức. Chính phủ có trách nhiệm với Phòng Đại diện và duy trì quyền lực chỉ khi có sự tin tưởng của đa số thành viên quốc hội. Điều 19 (1) của Hiến pháp quy định rằng bất kỳ công dân Cộng hòa Séc nào có quyền bỏ phiếu và là 21 tuổi đều có đủ tư cách để trở thành một nghị sĩ.
Đảng Dân chủ Xã hội, đảng lớn nhất sau cuộc bầu cử năm 2013, đã thành lập một chính phủ liên hiệp trung ương với ANO và Liên minh Kitô giáo và Dân chủ - Đảng Nhân dân Tiệp Khắc (KDU-ČSL). Đảng Dân chủ Xã hội được đại diện bởi 8 bộ trưởng trong Chính phủ, với Thủ tướng Bohuslav Sobotka làm Thủ tướng chính phủ. ANO, ứng cử viên trong cuộc bầu cử, được sáu thành viên trong Chính phủ, đại diện là Andrej Babiš, đứng đầu là Phó Thủ tướng thứ nhất và là Bộ trưởng Tài chính. Đảng nhỏ nhất trong liên minh, đảng Dân chủ Kitô giáo, được đại diện bởi ba bộ trưởng, và lãnh đạo Pavel Bělobrádek giữ chức Phó Thủ tướng. Đảng đối lập lớn nhất trong Phòng Đại diện là Đảng Cộng sản. Phe đối lập trung-quyền với chính phủ được đại diện bởi TOP 09 và đảng Dân chủ Công dân.

## Kết quả
|                              |                                                    |           |        |        |     |       |
| Đảng                         | Đảng                                               | Phiếu bầu | %      | +/–    | Ghế | +/–   |
|                              | ANO 2011                                           | 1.500.113 | 29.64  | +10.98 | 78  | +31   |
|                              | Đảng Dân chủ Công dân                              | 572.962   | 11.32  | +3.59  | 25  | +9    |
|                              | Đảng Hải tặc Séc                                   | 546.393   | 10.80  | +8.13  | 22  | +22   |
|                              | Tự do và Dân chủ Trực tiếp                         | 538.574   | 10.64  | Mới    | 22  | Mới   |
|                              | Đảng Cộng sản Bohemia và Moravia                   | 393.100   | 7.77   | −7.15  | 15  | −18   |
|                              | Đảng Dân chủ Xã hội Séc                            | 368.347   | 7.28   | −13.09 | 15  | −35   |
|                              | KDU-ČSL                                            | 293.643   | 5.80   | −0.98  | 10  | −4    |
|                              | TOP 09                                             | 268.811   | 5.31   | −6.69  | 7   | −19   |
|                              | Thị trưởng và Độc lập                              | 262.157   | 5.18   | Mới    | 6   | Mới   |
|                              | Đảng Công dân Tự do                                | 79.229    | 1.57   | −0.91  | 0   | 0     |
|                              | Đảng Xanh                                          | 74.335    | 1.47   | −1.74  | 0   | 0     |
|                              | Đảng Lý lẽ Thường tình                             | 36.528    | 0.72   | +0.45  | 0   | 0     |
|                              | Người theo chủ nghĩa hiện thực                     | 35.995    | 0.71   | Mới    | 0   | Mới   |
|                              | Đảng Quyền Công Dân                                | 18.556    | 0.37   | −1.15  | 0   | 0     |
|                              | Sportsmen                                          | 10.593    | 0.21   | Mới    | 0   | Mới   |
|                              | Đảng Công nhân Công lý Xã hội                      | 10.402    | 0.21   | −0.66  | 0   | 0     |
|                              | SPR–RSČ                                            | 9.857     | 0.19   | Mới    | 0   | Mới   |
|                              | Huân chương Quốc gia – Liên minh Yêu nước          | 8.735     | 0.17   | Mới    | 0   | Mới   |
|                              | Liên minh Dân chủ Công dân                         | 8.030     | 0.16   | Mới    | 0   | Mới   |
|                              | Khối chống Hồi giáo hóa – Bảo vệ Tổ quốc           | 5.077     | 0.10   | Mới    | 0   | Mới   |
|                              | Trưng cầu dân ý về Liên minh châu Âu               | 4.276     | 0.08   | Mới    | 0   | Mới   |
|                              | Chúc mừng Séc                                      | 3.852     | 0.08   | Mới    | 0   | Mới   |
|                              | Con đường của xã hội có trách nhiệm                | 3.758     | 0.07   | Mới    | 0   | Mới   |
|                              | Lựa chọn tốt 2016                                  | 3.722     | 0.07   | Mới    | 0   | Mới   |
|                              | Đảng Xã hội Dân tộc Séc                            | 1.573     | 0.03   | Mới    | 0   | Mới   |
|                              | Khối Bầu cử Quyền                                  | 491       | 0.01   | –0.01  | 0   | 0     |
|                              | Xã hội chống lại sự phát triển ở Thung lũng Prokop | 438       | 0.01   | Mới    | 0   | NlMới |
|                              | H.A.V.E.L.                                         | 436       | 0.01   | Mới    | 0   | Mới   |
|                              | Công dân 2011                                      | 359       | 0.01   | –0.00  | 0   | 0     |
|                              | Quốc gia cùng nhau                                 | 300       | 0.01   | Mới    | 0   | Mới   |
|                              | Mặt trận quốc gia Séc                              | 117       | 0.00   | Mới    | 0   | Mới   |
| Tổng cộng                    | Tổng cộng                                          | 5.060.759 | 100.00 | –      | 200 | 0     |
|                              |                                                    |           |        |        |     |       |
| Phiếu bầu hợp lệ             | Phiếu bầu hợp lệ                                   | 5.060.759 | 99.40  |        |     |       |
| Phiếu bầu không hợp lệ/trống | Phiếu bầu không hợp lệ/trống                       | 30.306    | 0.60   |        |     |       |
| Tổng cộng phiếu bầu          | Tổng cộng phiếu bầu                                | 5.091.065 | 100.00 |        |     |       |
| Cử tri phiếu bầu đã đăng ký  | Cử tri phiếu bầu đã đăng ký                        | 8.374.501 | 60.79  | +1.31  |     |       |
| Nguồn: Volby                 |                                                    |           |        |        |     |       |